# Interstellar Mapping and Acceleration Probe

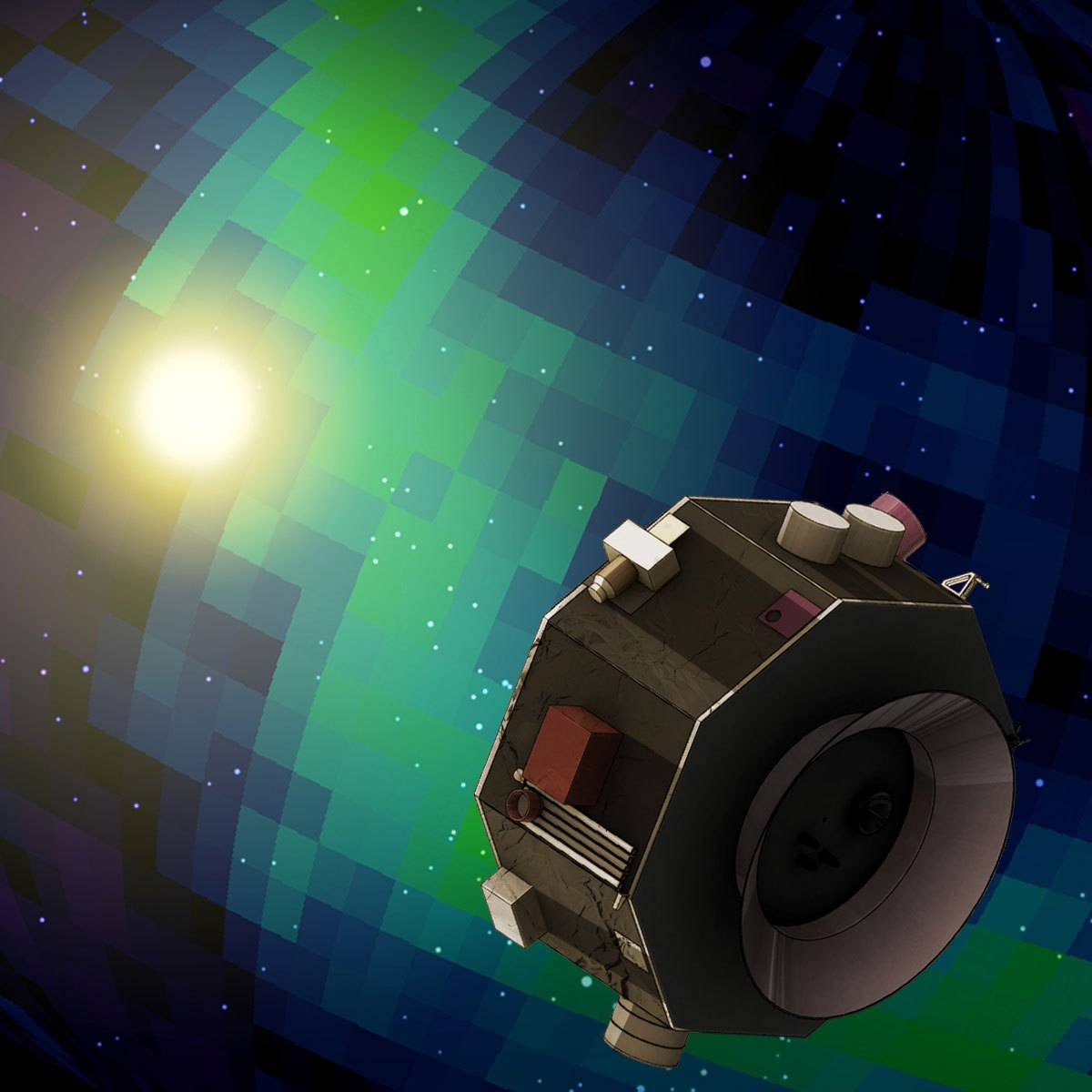
Interpretação artística da IMAP

A Interstellar Mapping and Acceleration Probe (IMAP) é uma sonda espacial planejada da agência espacial americana NASA para pesquisas na heliosfera.
Planeja-se que a sonda orbite a 1,5 milhão de quilômetros de distância da Terra, no ponto Lagrangiano L1, para que estude as interações entre o vento solar e o meio interestelar.
O lançamento da missão está previsto para o quarto trimestre de 2024. A Universidade de Princeton e a Universidade Johns Hopkins estão envolvidas.